# Campionats Europeus de judo de 2012

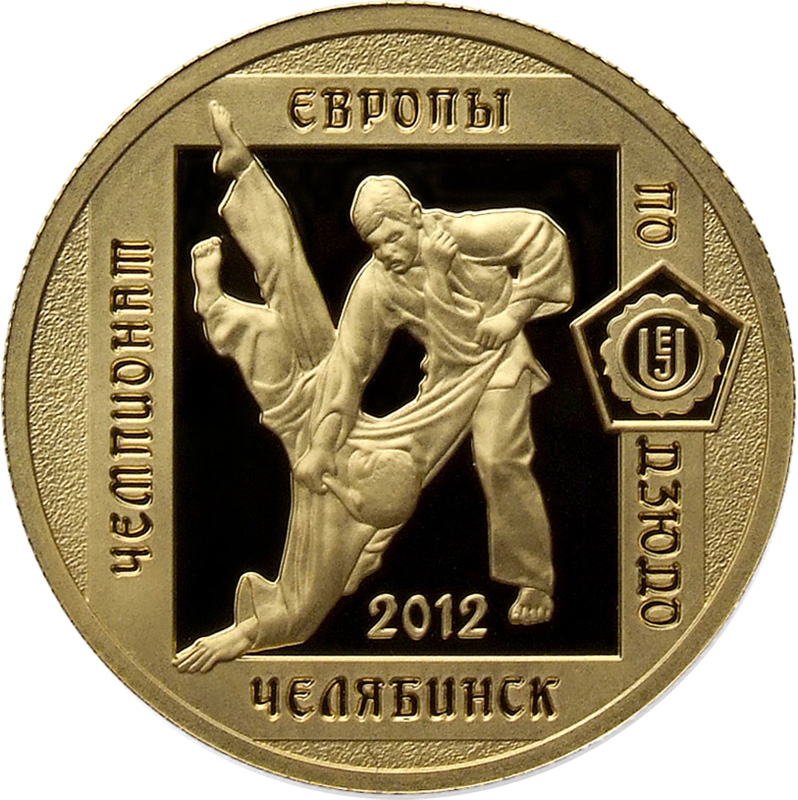
Campionat d'Europa de judo de 2012. Moneda del Banc de Rússia, or, 50 rubles, 2012.

Els Campionats Europeus de judo de 2012 van ser la 23a edició dels Campionats Europeus de judo, organitzats per la Unió de Judo Europeu, celebrats al Traktor Arena de Txeliàbinsk (Rússia), entre el 26 i el 29 d'abril de 2012.

## Resultats

### Masculí
| Event   | Or                   | Plata              | Bronze                                     |
| −60 kg  | Beslan Mudranov      | Hovhannes Davtyan  | Amiran Papinashvili · Jeroen Mooren        |
| −66 kg  | Alim Gadanov         | Tomasz Kowalski    | Rok Drakšič · Lasha Shavdatuashvili        |
| −73 kg  | Ugo Legrand          | Volodymyr Soroka   | Dex Elmont · losef Palelashvili            |
| −81 kg  | Sirazhudin Magomedov | Murat Khabachirov  | Joachim Bottieau · Konstantīns Ovčiņņikovs |
| −90 kg  | Varlam Liparteliani  | Grigorii Sulemin   | Andrei Kazusionak · Christophe Lambert     |
| −100 kg | Ariel Ze'evi         | Levan Zhorzholiani | Elmar Gasimov · Zafar Makhmadov            |
| +100 kg | Aleksandr Mikhailine | Barna Bor          | Marius Paškevičius · Janusz Wojnarowicz    |
| Equips  | Geòrgia              | Rússia             | Ucraïna · Polònia                          |

### Femení
| Event  | Or                      | Plata                | Bronze                                  |
| −48 kg | Alina Alexandra Dumitru | Charline Van Snick   | Éva Csernoviczki · Laetitia Payet       |
| −52 kg | Andreea Chițu           | Natalia Kuziutina    | Romy Tarangul · Mareen Kraeh            |
| −57 kg | Telma Monteiro          | Ioulietta Boukouvala | Automne Pavia · Miryam Roper            |
| −63 kg | Gevrise Emane           | Yarden Gerbi         | Clarisse Agbegnenou · Alice Schlesinger |
| −70 kg | Edith Bosch             | Katarzyna Klys       | Raša Sraka · Juliane Robra              |
| −78 kg | Abigél Joó              | Audrey Tcheuméo      | Maryna Pryshchepa · Ana Velensek        |
| +78 kg | Elena Ivashchenko       | Lucija Polavder      | Karina Bryant · Belkıs Zehra Kaya       |
| Equips | Rússia                  | França               | Alemanya · Turquia                      |

### Medaller
| Posició | País          | Or | Plata | Bronze | Total |
| 1       | Rússia        | 6  | 4     | 1      | 11    |
| 2       | França        | 2  | 2     | 3      | 7     |
| 3       | Geòrgia       | 2  | 1     | 2      | 5     |
| 4       | Romania       | 2  | 0     | 0      | 2     |
| 5       | Israel        | 1  | 1     | 2      | 4     |
| 6       | Hongria       | 1  | 1     | 1      | 3     |
| 7       | Països Baixos | 1  | 0     | 2      | 3     |
| 8       | Portugal      | 1  | 0     | 0      | 1     |
| 9       | Polònia       | 0  | 2     | 2      | 4     |
| 10      | Eslovènia     | 0  | 1     | 3      | 4     |
| 11      | Ucraïna       | 0  | 1     | 2      | 3     |
| 12      | Bèlgica       | 0  | 1     | 1      | 2     |
| 13      | Armènia       | 0  | 1     | 0      | 1     |
| 13      | Grècia        | 0  | 1     | 0      | 1     |
| 15      | Alemanya      | 0  | 0     | 5      | 5     |
| 16      | Turquia       | 0  | 0     | 2      | 2     |
| 17      | Azerbaidjan   | 0  | 0     | 1      | 1     |
| 17      | Belarús       | 0  | 0     | 1      | 1     |
| 17      | Letònia       | 0  | 0     | 1      | 1     |
| 17      | Lituània      | 0  | 0     | 1      | 1     |
| 17      | Suïssa        | 0  | 0     | 1      | 1     |
| 17      | Regne Unit    | 0  | 0     | 1      | 1     |
|         | Total         | 16 | 16    | 32     | 64    |

## Categories

### Masculí

#### –60 kg
| Posició | Nom                 | País          |
| ------- | ------------------- | ------------- |
| 1.      | Beslan Mudranov     | RUS           |
| 2.      | Hovhannes Davtyan   | ARM           |
| 3.      | Amiran Papinashvili | GEO           |
| 3.      | Jeroen Mooren       | Països Baixos |
| 5.      | Georgii Zantaraia   | UKR           |
| 5.      | Ludwig Paischer     | AUT           |
| 7.      | Betkil Shukvani     | GEO           |
| 7.      | Elio Verde          | ITA           |

#### –66 kg
| Posició | Nom                   | País |
| ------- | --------------------- | ---- |
| 1.      | Alim Gadanov          | RUS  |
| 2.      | Tomasz Kowalski       | POL  |
| 3.      | Rok Drakšič           | SVN  |
| 3.      | Lasha Shavdatuashvili | GEO  |
| 5.      | David Larose          | FRA  |
| 5.      | Miklós Ungvári        | HUN  |
| 7.      | Shalva Kardava        | GEO  |
| 7.      | Sugoi Uriarte         | ESP  |

#### –73 kg
| Posició | Nom                | País          |
| ------- | ------------------ | ------------- |
| 1.      | Ugo Legrand        | FRA           |
| 2.      | Volodymyr Soroka   | UKR           |
| 3.      | Dex Elmont         | Països Baixos |
| 3.      | losef Palelashvili | ISR           |
| 5.      | Tomasz Adamiec     | POL           |
| 5.      | Giovanni Di Cristo | ITA           |
| 7.      | Igor Wandtke       | GER           |
| 7.      | Mansur Isaev       | RUS           |

#### –81 kg
| Posició | Nom                     | País |
| ------- | ----------------------- | ---- |
| 1.      | Sirazhudin Magomedov    | RUS  |
| 2.      | Murat Khabachirov       | RUS  |
| 3.      | Joachim Bottieau        | BEL  |
| 3.      | Konstantīns Ovčiņņikovs | LAT  |
| 5.      | Alexander Wieczerzak    | GER  |
| 5.      | Avtandil Tchrikishvili  | GEO  |
| 7.      | Robin Pacek             | SWE  |
| 7.      | Axel Clerget            | FRA  |

#### –90 kg
| Posició | Nom                 | País |
| ------- | ------------------- | ---- |
| 1.      | Varlam Liparteliani | GEO  |
| 2.      | Grigorii Sulemin    | RUS  |
| 3.      | Andrei Kazusionak   | BLR  |
| 3.      | Christophe Lambert  | GER  |
| 5.      | Romain Buffet       | FRA  |
| 5.      | Aleksandar Kukolj   | SRB  |
| 7.      | Dmitrij Gerasimenko | SRB  |
| 7.      | Timur Alikhanov     | AZE  |

#### –100 kg
| Posició | Nom                | País |
| ------- | ------------------ | ---- |
| 1.      | Ariel Ze'evi       | ISR  |
| 2.      | Levan Zhorzholiani | GEO  |
| 3.      | Zafar Makhmadov    | RUS  |
| 3.      | Elmar Gasimov      | AZE  |
| 5.      | Yauhen Biadulin    | BLR  |
| 5.      | Dino Pfeiffer      | GER  |
| 7.      | Sergei Samoilovich | RUS  |
| 7.      | Irakli Tsirekidze  | GEO  |

#### +100 kg
| Posició | Nom                  | País |
| ------- | -------------------- | ---- |
| 1.      | Aleksandr Mikhailine | RUS  |
| 2.      | Barna Bor            | HUN  |
| 3.      | Janusz Wojnarowicz   | POL  |
| 3.      | Marius Paškevičius   | LTU  |
| 5.      | Adam Okroashvili     | GEO  |
| 5.      | Matjaž Ceraj         | SLO  |
| 7.      | Luuk Verbij          | NED  |
| 7.      | Marko Radulović      | MNE  |

#### Equips
| Posició | Nom     | País |
| ------- | ------- | ---- |
| 1.      | Geòrgia | GEO  |
| 2.      | Rússia  | RUS  |
| 3.      | Ucraïna | UKR  |
| 3.      | Polònia | POL  |

### Femení

#### –48 kg
| Posició | Nom                     | País |
| ------- | ----------------------- | ---- |
| 1.      | Alina Alexandra Dumitru | ROU  |
| 2.      | Charline Van Snick      | BEL  |
| 3.      | Éva Csernoviczki        | HUN  |
| 3.      | Laetitia Payet          | FRA  |
| 5.      | Frédérique Jossinet     | FRA  |
| 5.      | Nataliya Kondratyeva    | RUS  |
| 7.      | Liudmila Bogdanova      | RUS  |
| 7.      | Ana Hormigo             | GER  |

#### –52 kg
| Posició | Nom                    | País |
| ------- | ---------------------- | ---- |
| 1.      | Andreea Stefania Chitu | ROU  |
| 2.      | Natalia Kuziutina      | RUS  |
| 3.      | Romy Tarangul          | DEU  |
| 3.      | Mareen Kraeh           | DEU  |
| 5.      | Laura Gómez            | ESP  |
| 5.      | Ana Carrascosa         | ESP  |
| 7.      | Joana Ramos            | POR  |
| 7.      | Jaana Sundberg         | FIN  |

#### –57 kg
| Posició | Nom                  | País |
| ------- | -------------------- | ---- |
| 1.      | Telma Monteiro       | POR  |
| 2.      | Ioulietta Boukouvala | GRE  |
| 3.      | Automne Pavia        | FRA  |
| 3.      | Miryam Roper         | DEU  |
| 5.      | Sarah Clark          | GBR  |
| 5.      | Sarah Loko           | FRA  |
| 7.      | Hedvig Karakas       | HUN  |
| 7.      | Tugba Zehir          | TUR  |

#### –63 kg
| Posició | Nom                 | País |
| ------- | ------------------- | ---- |
| 1.      | Gevrise Emane       | FRA  |
| 2.      | Yarden Gerbi        | ISR  |
| 3.      | Clarisse Agbegnenou | FRA  |
| 3.      | Alice Schlesinger   | ISR  |
| 5.      | Ramila Yusubova     | AZE  |
| 5.      | Urška Žolnir        | SLO  |
| 7.      | Johanna Ylinen      | FIN  |
| 7.      | Anicka van Emden    | NED  |

#### –70 kg
| Posició | Nom                  | País |
| ------- | -------------------- | ---- |
| 1.      | Edith Bosch          | NED  |
| 2.      | Katarzyna Klys       | POL  |
| 3.      | Raša Sraka           | SLO  |
| 3.      | Juliane Robra        | SUI  |
| 5.      | Erica Barbieri       | ITA  |
| 5.      | Linda Bolder         | NED  |
| 7.      | María Bernabéu Avomo | ESP  |
| 7.      | Sally Conway         | GBR  |

#### –78 kg
| Posició | Nom               | País |
| ------- | ----------------- | ---- |
| 1.      | Abigél Joó        | HUN  |
| 2.      | Audrey Tcheuméo   | FRA  |
| 3.      | Ana Velensek      | SLO  |
| 3.      | Maryna Pryshchepa | UKR  |
| 5.      | Luise Malzahn     | GER  |
| 5.      | Marhinde Verkerk  | NED  |
| 7.      | Yahima Ramirez    | POR  |
| 7.      | Lucie Louette     | FRA  |

#### +78 kg
| Posició | Nom                  | País |
| ------- | -------------------- | ---- |
| 1.      | Elena Ivashchenko    | RUS  |
| 2.      | Lucija Polavder      | SLO  |
| 3.      | Karina Bryant        | GBR  |
| 3.      | Belkız Zehra Kaya    | TUR  |
| 5.      | Larisa Čerić         | BIH  |
| 5.      | Carola Uilenhoed     | NED  |
| 7.      | Anne-Sophie Mondière | FRA  |
| 7.      | Urszula Sadkowska    | POL  |

#### Equips
| Posició | Nom      | País |
| ------- | -------- | ---- |
| 1.      | Rússia   | RUS  |
| 2.      | França   | FRA  |
| 3.      | Alemanya | GER  |
| 3.      | Turquia  | TUR  |